# Réserve naturelle Kunë-Vain-Tale
 La réserve naturelle Kune-Vain-Tale (en albanais : Rezervati Kunë-Vain-Tale) est un parc naturel situé dans le comté de Lezhë, formant le delta du fleuve Drin et face à la mer Adriatique, dans le nord de l'Albanie,. Elle couvre une superficie de 43,9 km². La réserve naturelle a été créée en 2010, elle englobe l'île de Kunë, la lagune de Kunë-Vain, les bois et plusieurs écosystèmes. Elle a également été identifiée comme une zone importante pour les oiseaux par BirdLife International.

## Description
Le Kunë-Vain-Tale se situe dans les forêts de feuillus illyriens et les forêts méditerranéennes et l'écorégion terrestre des forêts de feuillus et forêts mixtes paléarctiques. Le climat est typiquement méditerranéen. La réserve naturelle se caractérise par sa végétation élevée et sa biodiversité. Il existe environ 277 espèces de plantes. La faune est représentée par 341 espèces; 23 espèces de mammifères, 196 espèces d'oiseaux, 10 espèces d'amphibiens, 59 espèces d'insectes et 58 espèces de poissons. 
|  |  |  |